# 刘惠 (1966年)
刘惠（1966年9月—），湖南澧县人。男，汉族。现任中共黑龙江省委副书记、省委政法委书记，兼省教育工委书记、省委党校校长、省委依法治省办主任。

## 生平
1985年7月参加工作，1995年10月加入中国共产党。中国人民大学经济系硕士研究生毕业。中共第十九届中纪委委员。
1985年7月，任北京玻璃钢研究设计院教师。1987年9月，任中国人民大学经济系硕士研究生。1990年7月，任商业部供销合作管理司组织指导处干部。1991年7月，任商业部供销合作管理司、国内贸易部供销总社理事会组织指导处主任科员。1995年5月，任全国供销总社国际合作部外经处主任科员。1996年9月，任全国供销总社国际合作部外事处副处长。2001年5月，任全国供销总社国际合作部外事处调研员。2001年7月，任全国供销总社合作指导部副部长。2003年12月，任全国供销总社合作指导部副部长兼总社社团管理办公室主任。2005年11月，任全国供销总社合作指导部部长。2010年4月，任全国供销总社国际合作部部长(总社台湾事务办公室主任)。
2010年10月，任中共呼和浩特市委常委、新城区委书记。2013年12月，任中共乌海市委副书记、纪委书记。2014年8月，任中共内蒙古自治区党委巡视工作领导小组办公室主任。2016年1月，任中共内蒙古自治区党委常委、自治区党委巡视工作领导小组办公室主任。2016年3月，任中共内蒙古自治区党委常委、政法委书记、自治区党委巡视工作领导小组办公室主任。
2016年10月，任中共安徽省委常委、省纪委书记。2018年1月，当选安徽省监察委员会主任。2021年9月，改任安徽省人民政府常务副省长。
2022年12月，调任中共黑龙江省委常委、省委政法委书记、省委依法治省办主任。
2025年8月1日，升任中共黑龙江省委副书记。